# Pîșcevîțea, Kazanka
Pîșcevîțea (în ucraineană Пищевиця) este un sat în comuna Vesela Balka din raionul Kazanka, regiunea Mîkolaiiv, Ucraina.

## Demografie
Componența lingvistică a localității Pîșcevîțea
     Ucraineană (82,35%)
     Română (11,76%)
     Rusă (5,88%)
Conform recensământului din 2001, majoritatea populației localității Pîșcevîțea era vorbitoare de ucraineană (82,35%), existând în minoritate și vorbitori de română (11,76%) și rusă (5,88%).